# Mikio Hayakawa
Mikio Hayakawa (早川幹夫?, Hayakawa Mikio; Prefettura di Hiroshima, 18 aprile 1894 – Baia di Ormoc, 11 novembre 1944) è stato un ammiraglio giapponese, attivo durante la seconda guerra mondiale.
Si arruolò nella Marina imperiale nel 1916 e si specializzò in naviglio silurante, pur accumulando la tradizionale esperienza su grandi unità da guerra; a metà degli anni venti completò anche i corsi al prestigioso Collegio navale di Tokyo e, pertanto, lavorò spesso negli stati maggiori di flotte o divisioni. Questi incarichi furono intervallati da intensi periodi come ufficiale istruttore presso le principali scuole di formazione della Marina giapponese e furono seguiti dalla nomina ad aiutante di campo di un principe del ramo cadetto della famiglia imperiale. Dopo aver comandato unità ausiliarie e due divisioni di cacciatorpediniere alla fine degli anni trenta e promosso capitano di vascello, tra il 1940 e l'inizio del 1942 lavorò come istruttore capo alla Scuola siluristi. Fu poi nominato comandante dell'incrociatore pesante Chokai, che guidò con perizia nel corso della campagna di Guadalcanal, e di due navi da battaglia nel corso del 1943 (senza tuttavia comandarle in battaglia). Sullo scorcio dell'anno, divenuto contrammiraglio, ebbe il comando della 2ª Squadriglia cacciatorpediniere inquadrata nella 2ª Flotta: fu così presente alle più importanti battaglie dell'ultimo anno di guerra, inclusa quella del Golfo di Leyte. Nel novembre 1944 arrivò a Manila per partecipare all'operazione TA (l'invio di convogli a Leyte) e rimase ucciso l'11 nella baia di Ormoc a bordo della nave ammiraglia, nel corso di un violento attacco aereo statunitense.

## Biografia

### Inizio della carriera
Mikio Hayakawa nacque il 18 aprile 1894 nella prefettura di Hiroshima. In giovane età s'iscrisse all'Accademia navale di Etajima; studiò nella 44ª classe e si diplomò il 22 novembre 1916, trentasettesimo su 95 allievi. Ottenne il brevetto di aspirante guardiamarina e fu imbarcato sull'incrociatore corazzato Yakumo, a bordo del quale completò la crociera d'addestramento all'estero. Rientrato in Giappone fu spostato sul nuovissimo incrociatore da battaglia Haruna (17 agosto 1917) per proseguire la preparazione, che continuò a bordo della più vecchia nave da battaglia Kawachi, alla quale era stato ridestinato il 1º dicembre dello stesso anno, in concomitanza alla promozione a guardiamarina. Il 12 marzo 1918 fu nuovamente riassegnato, questa volta all'obsoleto incrociatore protetto Akashi, sul quale rimase oltre un anno. Il 10 settembre 1919 passò nei ranghi dell'equipaggio della nave da battaglia Aki, a bordo della quale completò l'addestramento base; il 1º dicembre seguente, infatti, fu portato al grado di sottotenente di vascello e avviato al Corso base presso la Scuola siluristi di Yokosuka.

### Gli anni venti e trenta
Il 31 maggio 1920 Hayakawa, appena concluso il corso, fu subito inviato a frequentare il complementare Corso base della Scuola d'artiglieria navale, concluso in sei mesi esatti e coronato il 1º dicembre con l'assegnazione all'equipaggio del piccolo cacciatorpediniere Minazuki, sul quale spese un anno. Il 1º dicembre 1921 transitò alla nave da battaglia Yamashiro, allo scopo di comprendere la vita e le operazioni a bordo di grandi navi da guerra; il 30 maggio 1922, infine, fu assegnato alla nave appoggio idrovolanti Wakamiya, unità per l'epoca assai innovativa. Il 1º dicembre dello stesso anno, promosso a tenente di vascello, fu autorizzato a intraprendere il Corso avanzato della Scuola siluristi per specializzarsi nelle operazioni con naviglio sottile: impiegò circa un anno a completare gli studi e, il 1º dicembre 1923, riprese il servizio in mare a bordo del cacciatorpediniere di seconda classe (cioè non adatto a crociere oceaniche) Karukaya. Anche a bordo di questa unità rimase un anno esatto, cui seguì il trasferimento al cacciatorpediniere di squadra Nokaze in qualità di ufficiale capo all'armamento silurante. Maturò così una solida esperienza che poté mettere a frutto quando, il 1º dicembre 1925, fu richiamato a terra e nominato istruttore alla Scuola siluristi, incarico che esercitò per un altro anno: chiese e ottenne, infatti, di poter frequentare il prestigioso Collegio navale di Tokyo, intraprendendo direttamente l'impegnativo Corso A. Inserito tra gli allievi della 26ª classe, il 10 dicembre 1928 uscì dall'istituto con il grado di capitano di corvetta e la nomina immediata a comandante del cacciatorpediniere di seconda classe Tsuta. Il 30 novembre 1929 fu assegnato al personale dello stato maggiore della 3ª Divisione incrociatori, nel quale poté applicare gli insegnamenti appresi a Tokyo e comprendere il funzionamento di tale ufficio.
Dal 15 novembre 1930 Hayakawa riprese il posto di istruttore alla Scuola siluristi per mantenerlo due anni esatti; in questo periodo cumulò inoltre il posto di istruttore alla Scuola d'artiglieria navale, di responsabile della nave scuola Kasuga (un superato incrociatore corazzato adibito all'addestramento), di istruttore del gruppo aereo di Yokosuka e di istruttore alla Scuola comunicazioni – quest'ultimo dall'8 gennaio 1931. Dopo questa serie di pesanti compiti seguì, il 15 novembre 1932, l'assegnazione allo stato maggiore della 2ª Flotta, importante componente delle forze da battaglia giapponesi. Un anno più tardi Hayakawa fu distaccato a terra nello stato maggiore dell'Ufficio istruzione, dipendente dal ministero della Marina. Il 18 aprile 1934 fu genericamente assegnato al 1º Distretto navale con quartier generale a Yokosuka e passò alcuni mesi in ridotta attività, spezzata da una lunga licenza tra maggio e giugno. Il 1º settembre 1934 assunse una nuova serie di responsabilità: istruttore alla Scuola siluristi, alla Scuola d'artiglieria navale, alla Scuola comunicazioni, di navigazione e del gruppo aereo basato a Yokosuka. L'impegno profuso gli valse la promozione a capitano di fregata il 15 novembre seguente, con il quale concluse gli svariati incarichi. Il 15 novembre 1935 fu inserito nello stato maggiore della Flotta Combinata e della 1ª Flotta: tradizionalmente, infatti, il comandante in capo della prima aveva il controllo anche sulla squadra di corazzate e, pertanto, c'era un unico organo direttivo. Dopo questa notevole esperienza, il 1º dicembre 1936 Hayakawa fu scelto quale nuovo aiutante di campo del giovane principe Hiroyoshi Fushimi, appartenente a un ramo cadetto della famiglia imperiale; poiché egli era stato messo alla guida della 3ª Divisione cacciatorpediniere, servì nei ranghi di questo reparto per la durata del suo incarico. Il 28 settembre 1937 fece rapporto al 1º Distretto navale e vi rimase fino al 15 aprile 1938, quando fu messo a disposizione dello stato maggiore generale che, il 5 maggio, lo assegnò allo stato maggiore dell'Ufficio storia militare. Tale compito burocratico durò fino al 20 agosto, quando assunse il comando della vecchia petroliera Sunosaki, comunque tenuto per meno di tre mesi: dopo una breve pausa tra il 1º e l'8 novembre, il 9 Hayakawa fu messo a capo della nave appoggio idrovolanti Notoro e sei giorni più tardi ebbe la promozione a capitano di vascello. Il 2 dicembre fu ancora riassegnato, questa volta al comando della 28ª Divisione cacciatorpediniere e il 15 novembre 1939 passò a guidare la 2ª Divisione, composta da esemplari della classe Shiratsuyu. Con queste navi e reparti Hayakawa servì sul fronte di guerra cinese.

### La seconda guerra mondiale

#### Il 1940-1941 e Guadalcanal

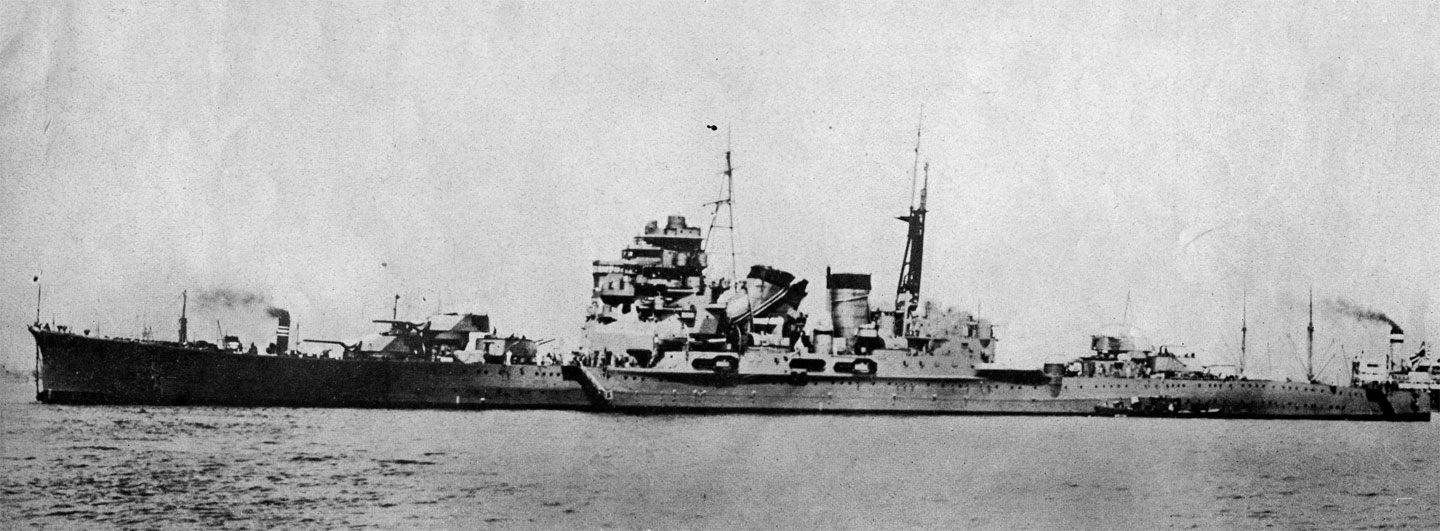
Il massiccio Chokai fu al comando di Hayakawa per la durata della campagna di Guadalcanal

Il 15 ottobre 1940 Hayakawa tornò in Giappone, a Yokosuka, per occupare il posto di istruttore capo e responsabile generale dell'addestramento alla Scuola siluristi: rimase lì anche dopo l'attacco di Pearl Harbor e le vittoriose operazioni nel Sud-est asiatico. Solo il 25 aprile 1942 fu assegnato al comando dell'incrociatore pesante Chokai, parte della 4ª Divisione incrociatori della 2ª Flotta (viceammiraglio Nobutake Kondō). In maggio fu informato della complessa operazione aeronavale presso l'atollo di Midway: con il Chokai si spostò nella rada di Hashirajima con una parte della 2ª Flotta, composta per lo più dal naviglio pesante e che salpò il 29 maggio, con il compito di appoggiare il previsto sbarco sull'atollo. In realtà la battaglia delle Midway si svolse prima di quanto previsto dai giapponesi e non coinvolse, se non marginalmente, la squadra di Kondō: Hayakawa e il Chokai rimasero lontano dai combattimenti e rientrarono a metà mese in Giappone. Il 14 luglio la Marina imperiale attivò l'8ª Flotta del viceammiraglio Gun'ichi Mikawa, con base a Rabaul e responsabilità estesa al settore Nuova Guinea-isole Salomone; la nave di bandiera selezionata fu proprio il Chokai. Hayakawa lasciò Kure qualche giorno dopo con a bordo il gruppo di comando della flotta e sostò a Truk a fine mese: il 30 arrivò a Rabaul e la flotta entrò effettivamente in funzione, giusto in tempo per l'inaspettata invasione statunitense di Guadalcanal. Mikawa organizzò subito un contrattacco di superficie con il Chokai, la 6ª Divisione incrociatori pesanti e altre tre navi; alla testa della colonna nipponica, Hayakawa combatté nella battaglia dell'isola di Savo nella notte dell'8-9 agosto: con il suo ordine di lanciare i siluri delle 01:38, anzi, dette materialmente avvio al cruento scontro, durante il quale manovrò con perizia il Chokai, pur essendo l'incrociatore colpito da una decina di proietti statunitensi. I danni furono però contenuti, poiché diversi non esplosero, e per converso Hayakawa ebbe conferma di centri ottenuti sugli incrociatori pesanti HMAS Canberra, USS Chicago, USS Astoria, USS Quincy e USS Vincennes. Sgominate le forze navali degli Alleati, Mikawa decise di ripiegare senza colpire gli ormai vulnerabili trasporti; egli era preoccupato dal tempo perduto nella battaglia, dalla necessità di riorganizzare la formazione e quindi di tornare a Rabaul in pieno giorno, sotto il pericolo degli attacchi delle portaerei (che invece non erano più nei paraggi dell'isola). Hayakawa cercò senza successo di convincere il suo comandante a portare fino in fondo l'attacco.

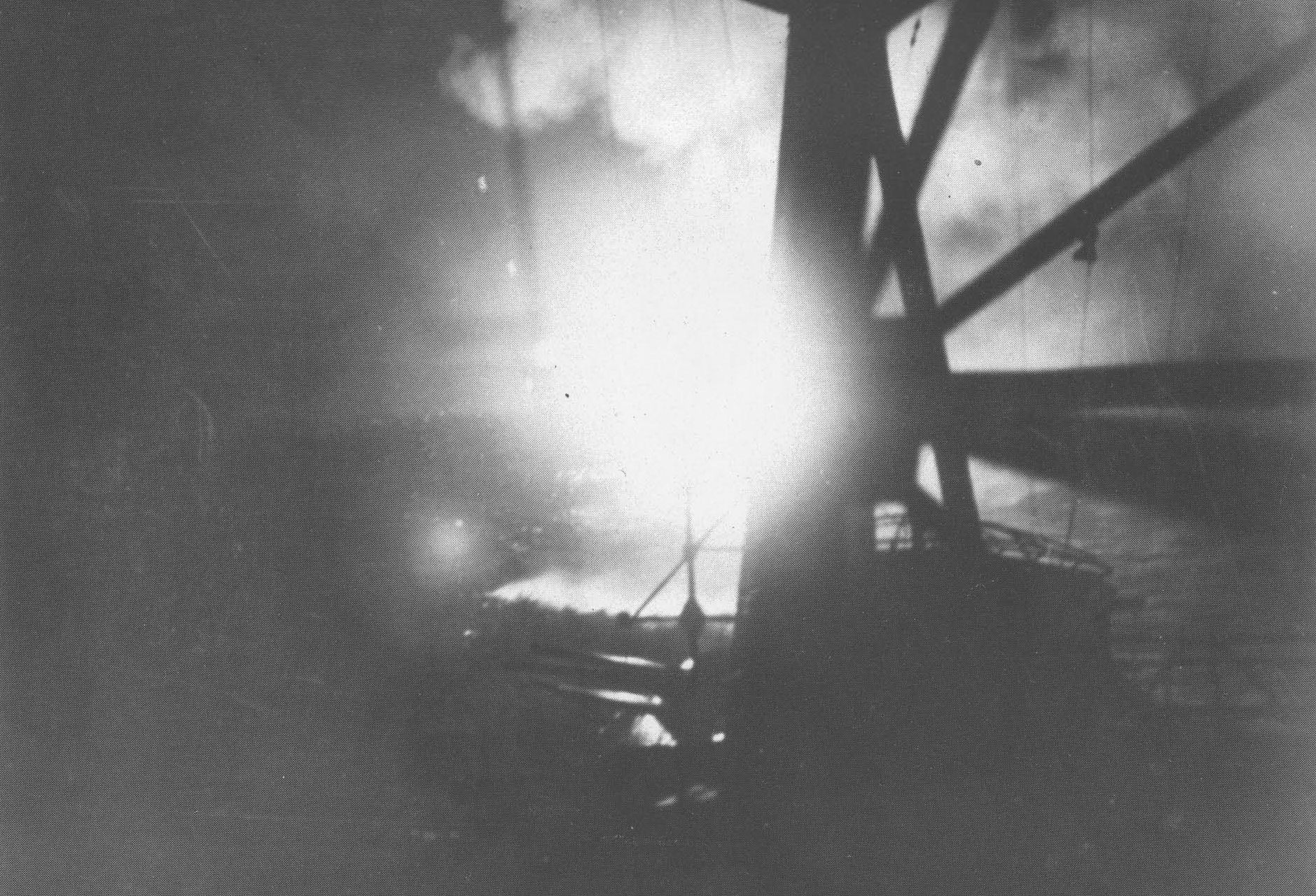
La battaglia di Savo vista dal Chokai, guidato con abilità da Hayakawa

Nella battaglia delle Salomone Orientali, tra il 23 e il 25 agosto, Hayakawa si tenne pronto a partire da Rabaul alla testa della 6ª Divisione incrociatori, ma l'8ª Flotta ebbe solo una parte marginale nel combattimento per mezzo di alcuni cacciatorpediniere; l'unica azione che lo coinvolse fu l'invio di un paio di idrovolanti, nella notte del 24-25 e insieme a qualche altro velivolo degli incrociatori Kinugasa e Yura, a sganciare piccole bombe sul perimetro della testa di ponte statunitense. Ripeté l'operazione la notte successiva, comunque con minimi risultati. Nella notte tra il 14 e il 15 ottobre coordinò invece il secondo, pesante bombardamento navale dell'aeroporto di Guadalcanal, affiancato dal Kinugasa, per poi portarsi alle isole Shortland. Rientrato a Rabaul, ai primi di novembre Hayakawa preparò il Chokai per l'imponente operazione di rinforzo alla guarnigione dell'isola: costituì con il Kinugasa e i cacciatorpediniere Asashio e Arashio la "Forza principale" della squadra di Mikawa, cui fu poi aggiunto l'incrociatore leggero Isuzu. All'alba del 13 novembre, dopo la prima fase della battaglia navale di Guadalcanal, Hayakawa salpò con il viceammiraglio alla testa di questa formazione e arrivò, dopo un attacco aereo nemico, al largo di punta Lunga poco dopo la mezzanotte; al suo seguito c'era una "Forza di supporto" che bombardò di nuovo l'aeroporto per mezz'ora. I giapponesi ripiegarono verso le Shortland e al mattino del 14 novembre furono nuovamente attaccati: Hayakawa riuscì a schivare tutte le bombe indirizzate all'incrociatore, sebbene un paio di quasi centri produssero allagamenti in due sale caldaie. Il Kinugasa fu invece affondato. Per quasi due mesi Hayakawa non prese il mare con l'ammiraglia dell'8ª Flotta, dapprima riparata e poi rimasta ferma a Rabaul: la campagna per il possesso dell'isola stava volgendo in favore degli Stati Uniti e le perdite della Marina imperiale si erano fatte gravi, così come le sconfitte accumulate dall'Esercito. Pertanto, nel gennaio 1943, i comandi furono avvisati della decisione di evacuare tutte le forze da Guadalcanal. Nel corso dei preparativi, Hayakawa fu affiancato dall'incrociatore pesante Kumano e cedette due degli idrovolanti del Chokai alla cosiddetta Forza aerea "Area R" (un reparto di soli idrovolanti). Il 31 gennaio 1943 Hayakawa condusse la sua "Forza di supporto" (Chokai, Kumano, Sendai) a Kavieng, pronto ad appoggiare a distanza la 3ª e la 10ª Squadriglia incaricate di portare a compimento l'operazione Ke: in ogni caso lo sgombero fu concluso il 9 febbraio con perdite minime e Hayakawa non fu costretto a intervenire.

#### Le operazioni nel 1943-1944 e la morte
Subito dopo la deludente fine della campagna di Guadalcanal, Hayakawa si accomiatò dal viceammiraglio Mikawa e portò il Chokai a Truk e quindi in Giappone, dove la grande nave poté essere revisionata. Il 1º marzo 1943 fu nominato comandante della vecchia nave da battaglia Yamashiro, rimasta quasi sempre nelle acque metropolitane dall'inizio della guerra; a bordo dell'unità conobbe un tranquillo servizio operativo tra sessioni di addestramento ed esercitazioni. La routine fu interrotta l'11 giugno, quando ricevette ordine di prendere al traino la portaerei Hiyo, immobilizzata dall'attacco di un battello nemico; fu richiamato poche ore dopo poiché l'incrociatore Isuzu era già arrivato sul luogo dell'incidente. Il 2 agosto, a Kure, Hayakawa transitò alla testa della nave da battaglia Nagato, a sua volta rimasta abbastanza ai margini della guerra. Il 5 agosto completò una giornata di esercitazioni a Yashima e, nei giorni successivi, supervisionò la preparazione della corazzata per lo spostamento all'atollo di Truk: il viaggio fu effettuato insieme a un importante scaglione della Flotta Combinata a fine mese. Tra il 18 e il 25 settembre partecipò a una sortita generale in direzione dell'atollo di Eniwetok in risposta al bombardamento statunitense dell'isola di Wake che, però, arrivò troppo tardi. Una seconda spedizione in forze, questa volta sulla base di decrittazioni, finì di nuovo in un nulla di fatto e Hayakawa riportò la Nagato a Truk, dove rimase inoperosa. Il 1º novembre arrivò la promozione a contrammiraglio e, il 15 dicembre, la nomina a comandante in capo della 2ª Squadriglia cacciatorpediniere, sempre inquadrata nella 2ª Flotta. Issate le proprie insegne sull'incrociatore leggero Noshiro, Hayakawa spese le settimane successive a organizzare i propri cacciatorpediniere per scortare le grandi unità da guerra lontano da Truk (alle Palau, in Giappone e soprattutto alle isole Lingga) in quanto l'ammiraglio Mineichi Kōga, allertato da alcuni voli di ricognizione statunitensi sull'atollo, aveva optato per spostare nel Pacifico occidentale la Flotta Combinata, più vicino oltretutto alle fonti di carburante: Truk fu effettivamente resa inservibile il 16 e 17 febbraio 1944. Fino al mese di giugno Hayakawa dovette impegnare i propri cacciatorpediniere in compiti di difesa del traffico navale e di unità da guerra presso le Lingga, Singapore e l'ancoraggio di Tawi Tawi, dove a metà maggio si radunarono le flotte giapponesi; la zona era infestata da sommergibili statunitensi ed egli perse l'Hayanami. Fu inoltre coinvolto nella tentata operazione Kon, ovvero l'intervento di superficie per sbloccare la guarnigione dell'isola di Biak; in ogni caso, la missione fu annullata appena prima di scattare a causa dell'imminente invasione statunitense delle isole Marianne. Dalle coste della Nuova Guinea, a metà giugno, Hayakawa si riunì al resto delle forze da battaglia giapponesi e combatté nella battaglia del Mare delle Filippine, il 19 e 20 giugno: egli militò nella "Forza C" avanzata del viceammiraglio Takeo Kurita, costituita attorno tre portaerei leggere, con il Noshiro e i cacciatorpediniere Akishimo, Kishinami, Okinami, Fujinami, Tamanami, Hamakaze e Shimakaze. Lo scontro fu però aeronavale e Hayakawa poté solo coordinare le proprie navi negli sbarramenti contraerei del 20 giugno, quando i gruppi imbarcati americani eseguirono un massiccio attacco che distrusse la portaerei Hiyo.

Navi giapponesi al largo di Samar: l'unità a destra è con ogni probabilità il Noshiro, dal quale Hayakawa comandava la 2ª Squadriglia

In seguito alla sconfitta, Hayakawa guidò in Giappone la squadriglia per manutenzione e poi, in luglio, tornò nel settore Lingga-Singapore, dove si concentrò tutta la 2ª Flotta; qui si occupò di esercitazioni combinate con il Noshiro e i cacciatorpediniere nei mesi seguenti. Tornò in azione per la battaglia del Golfo di Leyte: schierato con il grosso della squadra d'appartenenza che doveva passare tra le Filippine e piombare da nord sul golfo gremito di navi da trasporto e da sbarco nemiche, Hayakawa disponeva dell'ammiraglia e di nove cacciatorpediniere – i medesimi di giugno, l'Hayashimo al posto dell'Hamakaze e i nuovi arrivati Asashimo e Naganami. Il 18 Hayakawa si portò con il resto della flotta a Brunei, dove fu fatto rifornimento, e la mattina del 22 le navi giapponesi salparono; Hayakawa, con il Noshiro, si collocò al traverso della nave ammiraglia Atago e dispose i cacciatorpediniere adiacenti alle due colonne di navi da battaglia e incrociatori. Questa formazione, però, non impedì il giorno dopo l'attacco di due sommergibili, che causò la perdita dell'Atago, del Maya e il ripiegamento del danneggiato Takao; Hayakawa inviò il Kishinami a occuparsi dei naufraghi, tra i quali Kurita e lo stato maggiore della flotta e distaccò il Naganami e l'Asashimo per proteggere il Takao. Il giorno successivo contribuì alla difesa contraerea durante il contrastato attraversamento del Mar di Sibuyan, nel corso del quale il Kiyoshimo incassò in pieno una bomba; Hayakawa lo inviò pertanto a raccogliere parte dei superstiti della nave da battaglia Musashi e a riportarli sulla terraferma. La mattina del 25 la squadra giapponese arrivò di sorpresa al largo dell'isola di Samar e s'imbatté nei gruppi di portaerei di scorta della Settima Flotta statunitense, dando inizio a una disordinata e brutale battaglia, resa ancor più confusa da nuvole basse, cortine fumogene e continui attacchi aerei, pur condotti senza coordinamento. Nel caos del combattimento Hayakawa perse il controllo della squadriglia: i cacciatorpediniere non riuscirono a portarsi in avanti e a effettuare un massiccio lancio di siluri, la loro azione non fu incisiva e, anzi, alcuni subirono danni. Il Noshiro piazzò colpi su una delle portaerei, ma fu a sua volta danneggiato da bombe scoppiate quasi a bordo e da un proietto da 127 mm. Interrotto il contatto con le forze statunitensi e radunata la flotta menomata, Kurita optò per la ritirata all'inizio del pomeriggio. Il viaggio di ritorno a Brunei fu scandito da diversi attacchi aerei e il Noshiro, la mattina del 26, fu centrato da un siluro che ne devastò l'interno: Hayakawa, illeso, si trasferì a bordo dell'Hamanami e coordinò il salvataggio degli uomini dell'incrociatore, prima di procedere con le altre navi a Brunei – il Fujinami e l'Hayashimo, però, furono annientati il 27 dai velivoli statunitensi. Qui trasbordò rapidamente sul Kiyoshimo e a gran velocità fece rotta per Manila, poiché una parte di quel che rimaneva della 2ª Squadriglia era stata incaricata di proteggere, con altre forze, i convogli dell'operazione TA allestiti per la guarnigione dell'isola di Leyte. Arrivato il 3 novembre, Hayakawa selezionò il grosso cacciatorpediniere Shimakaze come sua nuova ammiraglia e radunò l'Asashimo, l'Hamanami e il Naganami; aggiunse anche il Wakatsuki ed ebbe ordine di scortare il convoglio TA 3 nella baia di Ormoc. La missione cominciò il 9 novembre e la mattina dell'11 Hayakawa entrò nella grande baia dove, però, si scatenò l'attacco di centinaia di aerei imbarcati statunitensi. Lo Shimakaze fu tra le prime navi a essere bersagliato e schegge e mitragliamenti fecero strage dell'equipaggio; Hayakawa rimase ucciso in plancia all'inizio dell'attacco, tutti i trasporti furono affondati e solo l'Asashimo riuscì a tornare a Manila.
Egli ricevette la promozione postuma a viceammiraglio, retrodata al giorno della morte.